# Ronza Tomb
Ronza Tomb (eigentlich Aida Tomb; arabisch عايدة مروان طنب ʾAyda Marwān Ṭonb; auch bekannt als Ronza; * im 20. Jahrhundert in Beirut) ist eine libanesische Sängerin.

## Leben und Karriere
Ronza wuchs in einer Künstlerfamilie (Vater Maroun Tomb Maler und Mutter Sängerin) mit mehreren Geschwistern (Fadia, Amal, Samir) in Beirut auf. Ihre ersten Erfolge als Sängerin feierte sie in den späten 1970er-Jahren. Sie studierte Psychologie an der Libanesischen Universität. Danach studierte sie westliche klassische Musik am Nationalkonservatorium; das Studium hat sie mit einem Diplom abgeschlossen. Der Komponist Assi Rahbani schrieb für sie Lieder. In den 1980er-Jahren komponierten die Rahbani-Brüder Musicals für Ronza und ihre Schwester Fadia. Ronza spielte auch im Theater. Sie unterrichtet Gesang an der Solfège am Konservatorium.
Gelegentlich tritt sie als Solistin zusammen mit dem Chor der Notre-Dame-Universität – Louaize (NDU) auf bzw. singt sie mit ihren Schwestern im Trio mit dem Namen TriOrient in Kirchen zu Hochfesten. Ihre Produktionsfirma ist TriOrient. Zudem singt sie mittelalterliche Lieder wie beispielsweise Jerusaleme Liberata, die vom klassischen Radiosender Flamand Clara produziert wurden.
Sie gewann den ersten Preis im Gesang beim 4. Arabischen TV-Wettbewerb in Tunis, 1988.

## Diskografie

### Alben
- 2000: Tayr El Finiq (= Der phoenizische Vogel)

### Musikstücke
- Jayi Jayi
- Kolama Ibtasamta Lee
- Mishwar Rayhin Mishwar (im Duett mit Hikmat Wehbeh)

### CDs
- Christmas Carole
- Abu Dabi Concerts

## Theaterstücke
- Al Mooamara Mostamera
- Al Rabii al Sabeh (=Der siebte Frühling), 1981–82
- Die Person, 1980
- Der letzter Sommer, 1980
- Hello Beirut, 1985
- Die Reise von of Santa Claus, 1985
- Der Schlag, 1995–96
- Die Passage nach Asien, 1998.

## Fernsehen
- Stationen (eine TV-Serie von Mansour Rahbani)

## Videoclip
- Phoenix, 1993